# Винаги можеш да бъдеш мъж
„Винаги можеш да бъдеш мъж“ е български телевизионен игрален филм (исторически, драма)  от 1973 година на режисьора Петър Каишев, по сценарий на Петър Караангов и Петър Каишев. Оператор на филма е Иван Велчев. Музиката е на Димитър Вълчев, художник е Юлиана Божкова
Филмът е направен по разкази на Веселин Андреев.

## Актьорски състав
| В главните роли          | Изпълнител        |
| ------------------------ | ----------------- |
| Цочо                     | Марин Младенов    |
| Момчил                   | Димитър Игнатов   |
| капитанът                | Стефан Илиев      |
| Василка                  | Кина Дашева       |
| полицаят                 | Светозар Неделчев |
| Стефко, синът на Василка | Станимир Стоилов  |
|                          | Владимир Давчев   |
|                          | Никола Тодев      |
|                          | Антон Карастоянов |
|                          | Иван Обретенов    |